# Новоуральськ (Кувандицький міський округ)
Новоура́льськ (рос. Новоуральск) — село у складі Кувандицького міського округу Оренбурзької області, Росія.

## Населення
Населення — 1112 осіб (2010; 1260 у 2002).
Національний склад (станом на 2002 рік):
- росіяни — 61 %